# إنريكي ماير
إنريكي ماير (بالإسبانية: Enrique Maier)‏ مواليد 31 ديسمبر 1910 في برشلونة - الوفاة 22 أغسطس 1981 في مدريد، كان لاعب كرة مضرب إسباني وكان يلعب باليد اليمنى. كما أنه أحد أبطال الجراند سلام.

## النهائيات

### الزوجي المختلط

#### اللقب (2)
| السنة | البطولة                   | الأرضية | الشريك          | المنافس                  | النتيجة       |
| 1932  | ويمبلدون                  | عشبية   | إليزابيث ريان   | جوسان سيجارت هاري هوبمان | 7–5, 6–2      |
| 1935  | البطولة الوطنية الأمريكية | عشبية   | سارة بالفري كوك | كاي ستامرز رودريك مينزل  | 6–4, 4–6, 6–3 |

## روابط خارجية
- إنريكي ماير على موقع رابطة محترفي التنس (الإنجليزية)
- إنريكي ماير على موقع الاتحاد الدولي لكرة المضرب (الإنجليزية)
- إنريكي ماير على موقع كأس ديفيز (الإنجليزية)
- إنريكي ماير على موقع بطولة ويمبلدون (الإنجليزية)
- إنريكي ماير على موقع خلاصة التنس.كوم (الإنجليزية)